# Vanessa Jackson
Vanessa Jackson, nome artístico de Vanessa Magno Moraes (São Paulo, 19 de agosto de 1981), é uma cantora e atriz brasileira. Em 2002 foi vencedora a primeira edição do programa Fama da Rede Globo. Doze anos depois, também saiu vencedora do programa Esse Artista Sou Eu do SBT. Em 2020 foi jurada do programa Canta Comigo Teen, da RecordTV. Atualmente, faz shows, eventos corporativos e participações em programas de televisão. 100 mil CDs foram vendidos em sua carreira.

## Biografia
Criada em um conjunto habitacional paulista (Cohab Raposo Tavares), Vanessa Jackson nasceu em uma família de músicos. Seu pai, Francisco Moraes, é um músico profissional, e seu tio-avô é o mítico pianista de samba jazz e samba-funk, Dom Salvador, o que despertou nela desde muito cedo o interesse pela música. Ela estudou música clássica em um conservatório, e aos 13 anos iniciou sua carreira como cantora nas noites. Começou a cantar as primeiras canções e passou a se apresentar nas festas da família, e foi titular de uma banda que se apresentava em bailes e formaturas. Vanessa também já foi backing vocal nos grupos Art Popular e Soweto. Após o irmão ficar doente, Vanessa teve que cantar para ajudar a família. Sendo uma tarefa difícil, chegou a pensar em desistir de cantar, o que teria se concretizado, se não fosse a intervenção de Wilson Simoninha, onde ela fez parte de uma banda.

## Carreira

### 2002-2014: Vida como cantora
Em 2002, Vanessa venceu a primeira edição do talent show Fama, com aproximadamente 18 milhões de votos. E ganhou um contrato para um CD pela gravadora Som Livre, ela foi conduzida por Guto Graça Mello e decidiu gravar em Los Angeles. Diante de tal sucesso, a artista foi convidada para fazer uma apresentação especial em Barcelona, no canal TVE, em janeiro de 2003, para o programa Operacion Triunfo, versão espanhola do programa.
Cantou em Angola em abril de 2003, no evento "Dia da Paz e Reconciliação", ao lado de Jimmy Cliff, Youssou N'Dour, Ara Ketu, Roberto Carlos, Dog Murras, Erica Nelumba, Shaggy, entre outros. Também fez shows em Punta del Este e em várias cidades do Japão.
Participou do musical Rock Show em 2008, de Hudson Glauber, que teve a supervisão de Wolf Maya, onde ela e mais 23 atores-cantores contaram a história do rock de uma maneira divertida e interativa, que abusava das formas de fazer rock a partir do sapateado, jazz, performances, percussão, entre outras formas de expressão.
Em agosto de 2014, estreou no elenco da primeira temporada do programa Esse Artista Sou Eu, do SBT, um talent show em que celebridades do universo musical eram desafiadas a interpretar ícones da música nacional e internacional. Vanessa foi a vencedora da temporada, que se encerrou no dia 22 de dezembro de 2014, levando para casa 50 mil reais.

### 2015-presente: Musicais e jurada doCanta ComigoeCanta Comigo Teen
Atuou como protagonista do musical Uma Saudação a Whitney Houston, interpretando a personagem-título entre agosto de 2016 a novembro de 2017. Participou do reality show de culinária Duelo de Mães, apresentado por Ticiana Villas Boas no SBT, onde também saiu vencedora da batalha. No programa especial de Natal do apresentador Fausto Silva, foi convidada a interpretar a diva internacional Whitney Houston, no quadro Ding Dong. Fez a estreia de um musical de autoria própria, intitulado Black Divas em junho de 2017, no Teatro Santander (Shopping JK Iguatemi) exatamente no Dia dos Namorados. Neste musical, ela interpreta grandes nomes da música negra americana ao longo de uma linha do tempo desde a década de 50 até os dias atuais, passando por Ella Fitzgerald, Nina Simone, Aretha Franklin, Tina Turner, Chaka Khan, Mariah Carey, Rihanna, Beyoncé entre outras.
Em 2020, Vanessa participou de um episódio da segunda temporada do reality show Troca de Esposas, que é exibido pela RecordTV. Vanessa participou então neste episódio do reality show com a influenciadora digital e ex-BBB Letícia Santiago. Neste episódio do reality show a influenciadora digital Letícia Santiago foi então para a residência de Vanessa, localizada no bairro nobre de Tamboré, que fica na Região Metropolitana de São Paulo, na qual então conviveu com a família da cantora Vanessa. Esta convivência de alguns dias de Letícia com a família de Vanessa, teve alguns episódios inusitados, como o dos filhos de Vanessa ensinar a nova "mãe" o gênero musical beatbox, no qual Letícia chegou até a arriscar uma cantoria. Em contrapartida, Vanessa foi para a residência da influenciadora digital Letícia Santiago, localizada no município de Nova Lima (que faz parte da Região Metropolitana de Belo Horizonte ), na qual então conviveu com a família de Letícia, entre eles o empresário e ex- deputado federal Miguel Corrêa (marido de Letícia). A cantora Vanessa Jackson viveu alguns dias na confortável residência de Letícia, que conta com cinco funcionários e ainda babá para os filhos.
Vanessa Jackson também foi jurada da primeira temporada de Canta Comigo Teen exibido pela RecordTV em 2020.
Vanessa Jackson participou de uma edição especial do programa Canta Comigo exibido pela RecordTV. A edição All stars, acontecia com cantores renomados sendo julgados pelos jurados.
Vanessa Jackson também foi jurada da terceira temporada do programa Canta Comigo exibido pela RecordTV e também na Netflix.

## Vida pessoal
Vanessa é casada com Fábio Leme desde abril de 2023. Tem três filhos do primeiro casamento com o empresário Lúcio Neves: Rodrigo (nascido em 2006/2007), Lara (2009/2010) e Lorena (2011/2012). Vanessa foi criada como testemunha de Jeová. Vanessa mora com seus filhos em Alphaville, em Barueri.

## Filmografia

### Televisão
| Ano           | Título              | Papel           | Nota                   | Emissora          |
| ------------- | ------------------- | --------------- | ---------------------- | ----------------- |
| 2002          | Fama                | Ela mesma       | Ganhadora/Participante | Rede Globo        |
| 2014          | Esse Artista Sou Eu | Ela mesma       | Ganhadora/Participante | SBT               |
| 2016          | Duelo de Mães       | Ela mesma       | Ganhadora/Participante | SBT               |
| 2016          | Domingão do Faustão | Whitney Houston | Ganhadora/Participante | Rede Globo        |
| 2018          | Agora É Com Datena  | Ela mesma       | Jurada                 | Rede Bandeirantes |
| 2020          | Troca de Esposas    | Ela mesma       | Participante           | RecordTV          |
| 2021-presente | Canta Comigo Teen   | Ela mesma       | Jurada                 | RecordTV          |
| 2021-presente | Canta Comigo        | Ela mesma       | Jurada                 | RecordTV          |

### Teatro
| Ano  | Título                         | Papel              | Notas  |
| ---- | ------------------------------ | ------------------ | ------ |
| 2008 | Rock Show                      | Intérprete musical | [ 24 ] |
| 2014 | Vanessa Jackson & Você         | Intérprete musical | [ 25 ] |
| 2016 | Uma Saudação à Whitney Houston | Whitney Houston    | [ 26 ] |
| 2017 | Black Divas                    | Intérprete musical |        |

## Discografia

### Álbuns
| Álbum                              | Detalhes                                                                  | Vendas     |
| ---------------------------------- | ------------------------------------------------------------------------- | ---------- |
| Fama - Momentos de Vanessa Jackson | - Lançamento: 2002 - Formato(s): CD, download digital - Gravadora: BMG    | - : 30.000 |
| Vanessa Jackson                    | - Lançamento: 2002 - Formato(s): CD, download digital - Gravadora: BMG    | - : 50.000 |
| Vanessa Jackson                    | - Lançamento: 2005 - Formato(s): CD, download digital - Gravadora: Dujoka | - : 10.000 |
| Vanessa Jackson                    | - Lançamento 2024 - Formato: Digital - Gravadora: Studio 8 Records        | - Digital  |

Faixas
Fama - Momentos de Vanessa Jackson (2002) - Produzido por BMG
- "Gostava Tanto de Você"
- "Eu Sei Que Vou Te Amar"
- "We've Got Tonight" (com Adelmo Casé)
- "Vapor Barato"
- "A Lenda"
- "Como Nossos Pais"
- "Se Eu Me Apaixonar" (When I Fall In Love)
- "Respect"

Vanessa Jackson (2002) Produzido por BMG
- "Não Tem Tempo Ruim"
- "Ter Você"
- "Eu Só Gosto Assim"
- "Como Um Rio" (Cry Me a River)
- "Medo"
- "De Volta Pra Mim"
- "Nossa Música"
- "De Humilde, Eu Tô Fora"
- "Eu Sei Que Vou Te Amar"
- "Boca Na Boca"
- "Gostava Tanto De Você"
- "Revolução" (Revolution)
- "De Volta Pra Mim" (Domestic House Radio)

Vanessa Jackson (2005) Produzido por Dujoka
- "Longe De Você"
- "Jeito de Amar"
- "Te Esquecer Não Dá"
- "Satélite"
- "Dono"
- "Quero Ver Você"
- "Minha Paixão"
- "Eu Juro"
- "Com Prazer"
- "Não Quero Nem Saber"
- "Só O Teu Amor"
- "Só Quero Amar"
- "El Modo De Mi Amor"

Vanessa Jackson (2024) - Produzido por Studio 8 Records
- "Sabe Voce"
- "Rapaz de Bem"
- "Mancada"
- "Tudo Certo"
- Estamos Aí"
- Amor Até O Fim"